# Ramón García Soler
Ramón García i Soler (Atzeneta d’Albaida, Valencia, 1971) is een hedendaags Spaans componist en dirigent.

## Levensloop
García Soler kreeg zijn eerste muziekles van Eduardo Soler Ibarra. Hij studeerde later aan het Conservatorio Professional de Música "Mestre Vert" de Carcaixent piano en gitaar en wisselde aansluitend aan het Conservatorio Superior de Música "Oscar Esplà" te Alicante, waar hij onder andere bij José Tomás studeerde. Hier studeerde hij ook harmonie, contrapunt, fuga, compositie en orkestratie bij onder andere Juan Enrique Canet. Hij nam ook aan cursussen deel van bekende gitaristen zoals Leo Brouwer, David Russell, José Tomás en José Luis González. Verder was hij assistent in verschillende cursussen voor HaFa-directie van Norman Milanés, José Rafael Pascual Vilaplana, Florin Totan en Jan Cober.
Hij is dirigent van de Banda de Música de la Unió Musical de Montixelvo en van de koren l’Agrupació Coral d’Atzeneta, l’Agrupació Vocal “Eduardo Torres” d’Albaida en Coral “Jaume Baldó” de l’Ateneu Musical de La Vila Joiosa. Eveneens is hij president van de ACMMIC (Asociación de Compositores de Música de Moros y Cristianos).
Als componist schrijft hij voor verschillende genres voor banda (harmonieorkest), kamermuziek voor verschillende instrumenten en koormuziek.

## Composities

### Werken voor orkest
- 2000/2003 Meditación, voor orkest
- 2001 Homenaje, voor orkest
- 2001 Diptic per a cordes voor strijkorkest
- 2003 Rondó voor vier gitaren en orkest
- 2003 El Palo, voor orkest
- 2004 Scherzo i Rondo, voor klarinet en strijkorkest
- 2006 Concert voor marimba en orkest

### Werken voor banda (harmonieorkest)
- 1991 Tonet, marcha mora
- 1992 Azenet 1238, Fanfarria voor koperblazers en slagwerk
- 1994 Laura-94, paso-doble
- 1996 Reina, marcha mora
- 1997 David, marcha cristiana
- 1998 Gaudium!, paso-doble
- 1998 Dunes Daurades, marcha mora
- 1999 Jorge Mataix, marcha mora
- 1999 Martí Capità, marcha mora
- 1999 Batallers, marcha cristiana
- 2000 Lídia, marcha mora
- 2000 Cent anys, paso-doble
- 2000 Tibi Mariae, marcha cristiana
- 2001 David Pascual, marcha mora
- 2001 Saoro, pas masero
- 2002 Patricio Barceló, paso-doble
- 2003 Almunastir, marcha mora
- 2003 Pacos del Gurugú, marcha mora
- 2003 Centenari Musical, paso-doble
- 2003 El Rey Baltasar, Música incidental
- 2004 El Colze, marcha mora
- 2004 Pope, marcha cristiana
- 2004 Amado, paso-doble
- 2004 Paco Jover, marcha cristiana
- 2004 Pepe el Rompe, rapsòdia masera
- 2005 Cristo despojado, marcha processional
- 2005 Victorius, marcha cristiana
- 2005 Serrana, marcha mora
- 2005 Bucaners, marcha cristiana
- 2006 Rabell, marcha mora
- 2007 Carlos el municipal, marcha mora
- 2007 Al-Mudayna, marcha mora
- 2009 Naca, marcha cristiana
- 2009 Al-Mugrabí, marcha mora
- 2009 Abd El-Aziz, marcha mora
- 2010 Felo, paso-doble
- 2014 Berlanga-Blasco Ibáñez, suite for symphonic band
- 2012 Marimba concerto
- 2013 Margim, marcha cristiana
- 2014 Short stories, suite
- 2014 L'ofrena, paso-doble
- 2014 Tormenta pirata, marcha cristiana
- 2015 Creu d'Amelia, marcha cristiana
- 2015 Oryza, fantasy for symphonic band
- 2016 Los Arrastraos, paso-doble
- 2016 Goiri, paso-doble

### Muziektheater

#### Balletten
| Voltooid in | titel           | aktes | première | libretto | choreografie |
| ----------- | --------------- | ----- | -------- | -------- | ------------ |
| 1993        | Dansa-Fanfarria |       |          |          |              |

### Werken voor koor
- 1993 Ave María, voor gemengd koor
- 1996 La Meua Xiqueta és l'ama, voor gemengd koor
- 2000 Dues Aigúes, voor koor en orkest

### Kamermuziek
- 1996 Sonatina Iberica, voor fluit en gitaar
- 2000-2001 El Abejaruco y el Fuego, voor drie strijkers en harp
- 2004 Vocabularis, suite voor fluit, klarinet, viool en cello

### Werken voor slagwerk
- 2002 Scherzo con fibonacci, voor slagwerkensemble

### Werken voor gitaar
- 1990 Peces intimes
- 2003 Gioco, voor gitaarkwartet

### Werken voor dolçaina
- 1998 Preludi, voor drie dolçaines en slagwerk
- 2002 La Lliigassa, voor dolçaines en slagwerk